# Tadaši Nakamura
Tadaši Nakamura (japonsko 中村 忠), japonski nogometaš, * 10. junij 1971.
Za japonsko reprezentanco je odigral 16 uradnih tekem.